# Turkey International 2024
Die Turkey Open 2024 im Badminton fanden vom 10. bis zum 13. Oktober 2024 in Istanbul statt. Es war die 13. Auflage der Turnierserie.

## Sieger und Platzierte
| Disziplin    | Gold                         | Silber                            | Bronze                         |
| ------------ | ---------------------------- | --------------------------------- | ------------------------------ |
| Herreneinzel | Kalle Koljonen               | Aryamann Tandon                   | Saneeth Dayanand               |
| Herreneinzel | Kalle Koljonen               | Aryamann Tandon                   | Harry Huang                    |
| Dameneinzel  | Keisha Fatimah Az Zahra      | Amalie Schulz                     | Léonice Huet                   |
| Dameneinzel  | Keisha Fatimah Az Zahra      | Amalie Schulz                     | Anna Tatranova                 |
| Herrendoppel | Julien Maio William Villeger | Eloi Adam Léo Rossi               | Maël Cattoen Lucas Renoir      |
| Herrendoppel | Julien Maio William Villeger | Eloi Adam Léo Rossi               | Rory Easton Alex Green         |
| Damendoppel  | Paula López Lucía Rodríguez  | Polina Buhrova Yevheniia Kantemyr | Yasemen Bektaş Cansu Erçetin   |
| Damendoppel  | Paula López Lucía Rodríguez  | Polina Buhrova Yevheniia Kantemyr | Bengisu Erçetin Nazlıcan Inci  |
| Mixed        | Julien Maio Léa Palermo      | Rohan Kapoor Ruthvika Shivani     | Rory Easton Lizzie Tolman      |
| Mixed        | Julien Maio Léa Palermo      | Rohan Kapoor Ruthvika Shivani     | William Villeger Flavie Vallet |